# Eremochlaena oranoides
Eremochlaena oranoides är en fjärilsart som beskrevs av Charles Boursin 1953. Eremochlaena oranoides ingår i släktet Eremochlaena och familjen nattflyn. Inga underarter finns listade i Catalogue of Life.